# 謝燫
謝燫（1421年—？），字世彰，浙江台州府臨海縣人，民籍，明朝政治人物。進士出身。

## 生平
福建鄉試第二十二名。景泰二年（1451年）辛未科會試第一百三名，殿試登進士第三甲第七十四名。

## 家族
曾祖謝衍。祖父謝子溫，曾任上饒縣學教諭。父亲謝斆，曾任長汀縣學教諭。